# Jerker Nilsson
Jerker Anders Nilsson, född 26 juni 1962 är en svensk företagsledare och tidigare VD för Sveriges Radio Förvaltnings AB (SRF AB).
Jerker Nilsson studerade vid Lunds universitet och arbetade sedan på Studentlitteratur och Bibliotekstjänst (BTJ) i Lund. 1997 var han med och startade internetbokhandeln Bokus. Efter några år på olika befattningar inom KF-koncernen utsågs Nilsson till VD för läromedelsförlaget Liber 2007. 